# 伊瀬仙太郎
伊瀬 仙太郎（いせ せんたろう、1913年6月23日 - 1999年12月17日）は、東洋史学者。東京学芸大学名誉教授。

## 経歴
出生から修学期
1913年、香川県伊吹島で生まれた。香川師範学校、東京高等師範学校を経て、東京文理科大学を卒業。
東洋史研究者として
卒業後は、母校の東京文理科大学副手に採用された。後に助手昇格。その後東京第一師範学校に転じ、1949年に同校が新制大学として東京学芸大学となってからは同大学助教授。その後教授昇格。1961年、学位論文『中国民族と周辺諸民族との交流に関する研究：特に隋唐時代を中心として』を東京教育大学に提出して文学博士号を取得。1978年に東京学芸大学を定年退官し、名誉教授となった。その後は立正大学教授を務めた。
学界では、日本歴史学協会委員長も務めた。1999年、胃癌のため死去。

## 著作

### 著書
- 『中国と日本』世界社(社会科の友叢書) 1949
- 『世界文化交流史』金星堂 1953
- 『西域経営史の研究』日本学術振興会 1955
- 『東西文化の交流』弘文堂 アテネ文庫(世界歴史シリーズ) 1955
- 『東西文明の交流：日本へ流入した世界の文化』古今書院 1956
- 『中国西域経営史研究』巌南堂書店 1968

### 共編著
- 『国のはじめ』千々和実・東一夫共著、世界社(社会科の友叢書) 1949
- 『中世の西洋と東洋』谷和雄共著、金星堂(世界史シリーズ) 1950
- 『わが国の義務教育における教育方法の歴史的研究』編、風間書房 1972
- 『海の見える家』伊瀬芳吉共著、私家版 1982

## 参考
- 大川富士夫1984「伊瀬仙太郎先生を送る〔含 著述目録〕」『立正大学文学部論叢』 79号, 立正大学,3-6頁. NAID 110000476695, ISSN 0485215X。
- 『人物物故大年表』